# Gramoz Kurtaj
Gramoz Kurtaj (sinh ngày 30 tháng 4 năm 1991) là một cầu thủ bóng đá chuyên nghiệp người Đức gốc Kosovo hiện đang thi đấu cho câu lạc bộ Đông Á Thanh Hóa.

## Tiểu sử
Kurtaj sinh ra ở Pristina, Nam Tư.

## Sự nghiệp câu lạc bộ
Kurtaj từng thi đấu ở Đức cho các câu lạc bộ Hertha BSC II, TSG Neustrelitz và FC Carl Zeiss Jena, sau đó anh chuyển đến câu lạc bộ Baník Most của Cộng hòa Séc. Vào tháng 7 năm 2015, anh là một trong 4 cầu thủ ký hợp đồng với câu lạc bộ Hamilton Academical của Scotland.
Tại V.League 1, anh từng khoác áo câu lạc bộ SHB Đà Nẵng và Thanh Hóa trước khi quay trở về thi đấu cho đội bóng quê nhà Gjilani.

### Nam Định
Tháng 1 năm 2021, Gramoz bất ngờ quay trở lại Việt Nam và chọn câu lạc bộ Nam Định là điểm đến tiếp theo của mình. Sau quá trình thử việc khoảng gần 1 tuần, anh được ban huấn luyện câu lạc bộ điền tên vào danh sách đăng ký thi đấu tạm thời tại giai đoạn đầu tiên của mùa giải V.League 1. Ngay trong trận đấu mở màn của mùa giải và cũng là trận đấu đầu tiên của anh ở đội bóng mới, Gramoz đã ghi dấu ấn cho riêng mình với cú đúp bàn thắng giúp cho đội bóng Nam Định có được chiến thắng 3-0 trước Hà Nội.
Tuy nhiên, Gramaoz bất ngờ vắng mặt ở trận đấu giữa Nam Định và Hải Phòng vào chiều 23 tháng 1 năm 2021.  Sau trận đấu, HLV Nguyễn Văn Sỹ cho rằng Gramoz đã tỏ thái độ không chuyên nghiệp, từ chối thi đấu nên không muốn sử dụng anh và thanh lý hợp đồng. Trên trang cá nhân của mình, Gramoz cho biết bản thân cảm thấy bị tổn thương, đồng thời phủ nhận việc không ra sân thi đấu vì "bệnh ngôi sao": "Cũng bởi vì tôi đã cách ly 2 tuần và có chuyến bay dài từ châu Âu, cơ bắp của tôi hơi mệt mỏi và tôi cảm thấy rằng có thể trở thành một chấn thương nghiêm trọng nếu tôi không nghỉ ngơi vài ngày".

### Đông Á Thanh Hoá
Chiều 27 tháng 1 năm 2021, CLB Đông Á Thanh Hóa đã ký hợp đồng với Gramoz Kurtaj. Ba ngày sau, anh đá chính trong trận thắng 3-0 trước đội bóng cũ Nam Định.

## Thống kê sự nghiệp
| Câu lạc bộ          | Mùa giải            | Giải vô địch         | Giải vô địch | Giải vô địch | Cúp Quốc Gia | Cúp Quốc Gia | Khác | Khác | Tổng cộng | Tổng cộng |
| Câu lạc bộ          | Mùa giải            | Giải đấu             | Trận         | Bàn          | Trận         | Bàn          | Trận | Bàn  | Trận      | Bàn       |
| ------------------- | ------------------- | -------------------- | ------------ | ------------ | ------------ | ------------ | ---- | ---- | --------- | --------- |
| Hertha BSC II       | 2010-2011           | Regionalliga Nord    | 28           | 0            | -            | -            | -    | -    | 28        | 0         |
| Hertha BSC II       | 2011-2012           | Regionalliga Nord    | 22           | 2            | -            | -            | -    | -    | 22        | 2         |
| Hertha BSC II       | Tổng cộng           | Tổng cộng            | 50           | 2            | -            | -            | -    | -    | 50        | 2         |
| TSG Neustrelitz     | 2012-2013           | Regionalliga Nordost | 29           | 4            | -            | -            | -    | -    | 29        | 4         |
| FC Carl Zeiss Jena  | 2013-2014           | Regionalliga Nordost | 28           | 1            | -            | -            | -    | -    | 28        | 1         |
| Baník Most          | 2014-2015           | Národní Liga         | 30           | 6            | -            | -            | -    | -    | 30        | 6         |
| Hamilton Academical | 2015-2016           | Scottish Premiership | 34           | 3            | -            | -            | 1    | 0    | 35        | 3         |
| Hamilton Academical | 2016-2017           | Scottish Premiership | 14           | 0            | 3            | 0            | -    | -    | 17        | 0         |
| Hamilton Academical | Tổng cộng           | Tổng cộng            | 48           | 3            | 3            | 0            | 1    | 0    | 52        | 3         |
| SHB Đà Nẵng         | 2017                | V-League             | 7            | 2            | 2            | 0            | -    | -    | 9         | 2         |
| Thanh Hóa           | 2019                | V-League             | 21           | 6            | 1            | 1            | -    | -    | 22        | 7         |
| SC Gjilani          | 2020-2021           | Kosovo Superleague   | 9            | 1            | -            | -            | -    | -    | 9         | 1         |
| Nam Định            | 2021                | V-League             | 1            | 2            | -            | -            | -    | -    | 1         | 2         |
| Đông Á Thanh Hóa    | 2021                | V-League             | 10           | 2            | -            | -            | -    | -    | 10        | 2         |
| Tổng cộng sự nghiệp | Tổng cộng sự nghiệp | Tổng cộng sự nghiệp  | 233          | 28           | 6            | 1            | 1    | 0    | 240       | 30        |